# Aloo Pie

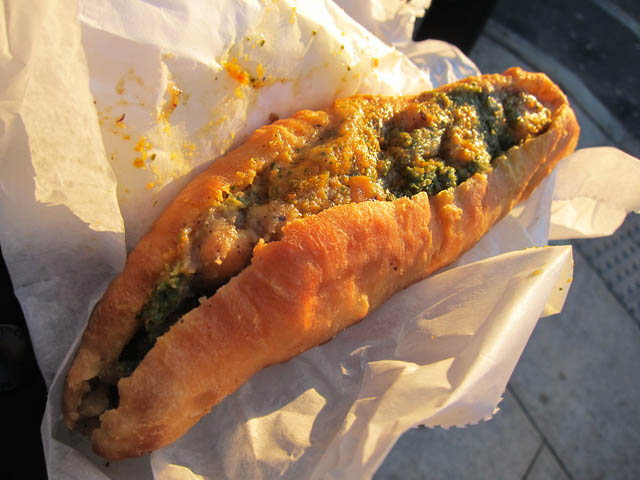
Aloo Pie

Aloo Pie ist ein Fast-Food-Gericht der trinidadischen Küche, das auch auf anderen Inseln der südlichen Karibik populär ist.

## Beschreibung, Herstellung und Verbreitung
Eine Aloo Pie ist eine Teigtasche, die mit gewürztem Kartoffelbrei gefüllt und anschließend frittiert wird. Sie ähnelt mithin den Samosas, ist aber mit 10–15 cm Länge deutlich größer und hat auch keine dreieckige Grundform, sondern ähnelt eher einer Calzone. Der Teig besteht aus Mehl, Wasser, Salz, Backpulver und bei Bedarf etwas Safran für die Farbe. An Gewürzen und Zutaten für den Kartoffelbrei werden Salz, Pfeffer, Zwiebeln, Kreuzkümmel und Knoblauch verwendet, gelegentlich auch Green Seasoning und Langer Koriander. In der Regel werden die Teigtaschen vor dem Servieren aufgeschnitten und mit einem Curry auf Basis von Kichererbsen oder grünen Erbsen garniert. Abgeschmeckt wird mit einem Chutney (meistens basierend auf Tamarinde oder Mango) und einer scharfen Würzsauce.
Aloo ist Hindi und heißt Kartoffel, Pie ist Englisch und heißt Pastete. Von 1797 bis 1962 war Trinidad eine britische Kolonie, daher wird dort Englisch gesprochen. Nach Abschaffung der Sklaverei auf Trinidad wurden ab 1845 zahlreiche Inder als günstige Arbeitskräfte für die Plantagen angeworben, die ihrerseits Currygerichte einführten, die oft vegetarisch waren und mitunter Kartoffeln beinhalteten. Die Aloo Pie symbolisiert mithin schon rein sprachlich den kulturellen Schmelztiegel, den die meisten Karibikstaaten darstellen. Verkauft werden die Pasteten in Imbissbuden, aber auch in Bäckereien und Cafeterias Trinidads. Im Straßenverkauf werden Aloo Pies oft von Händlern verkauft, die auch Doubles im Angebot haben, da beide Gerichte frittiert werden und somit mit demselben Gerät hergestellt werden können.

## Galerie

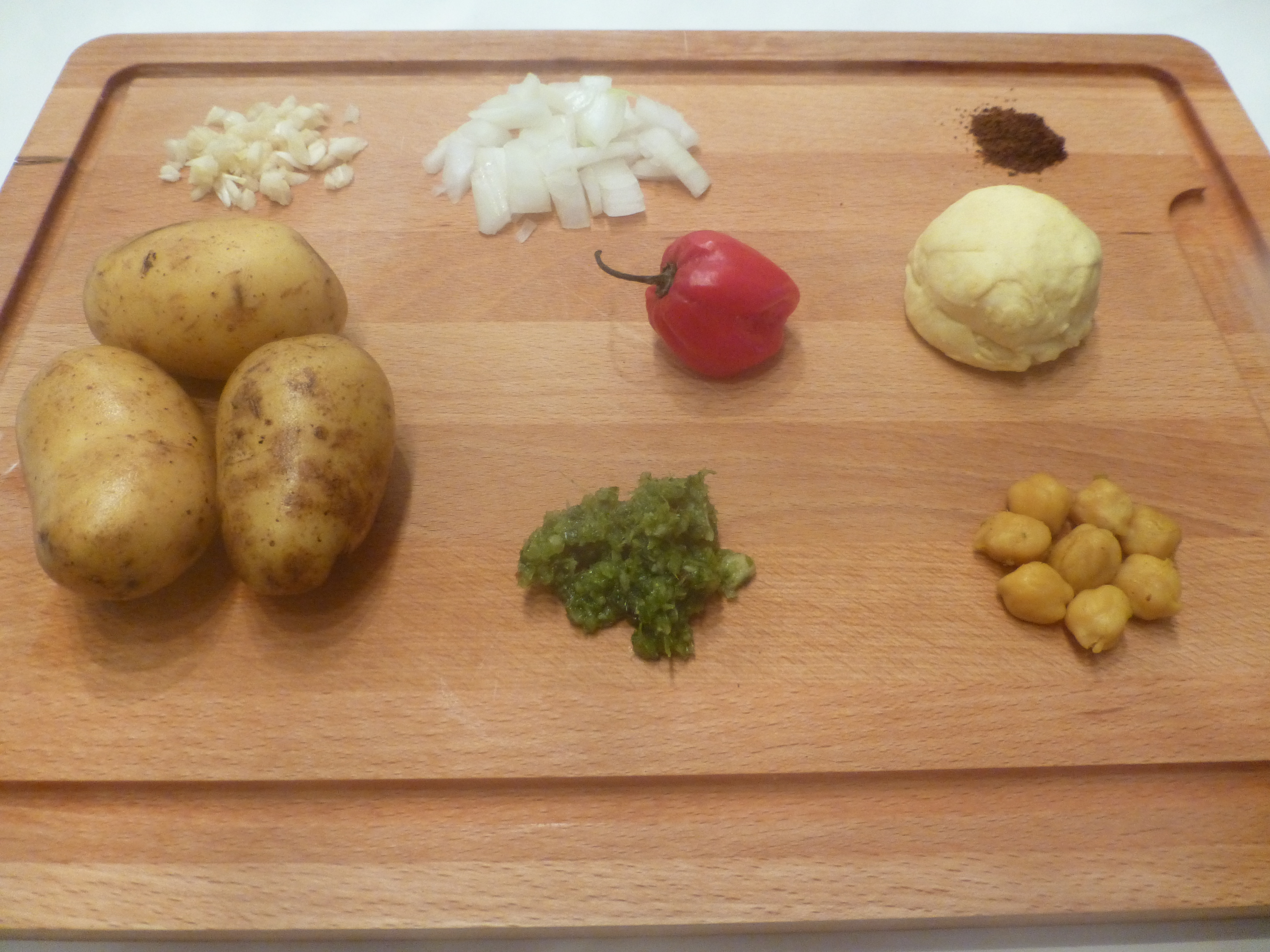
Zutaten
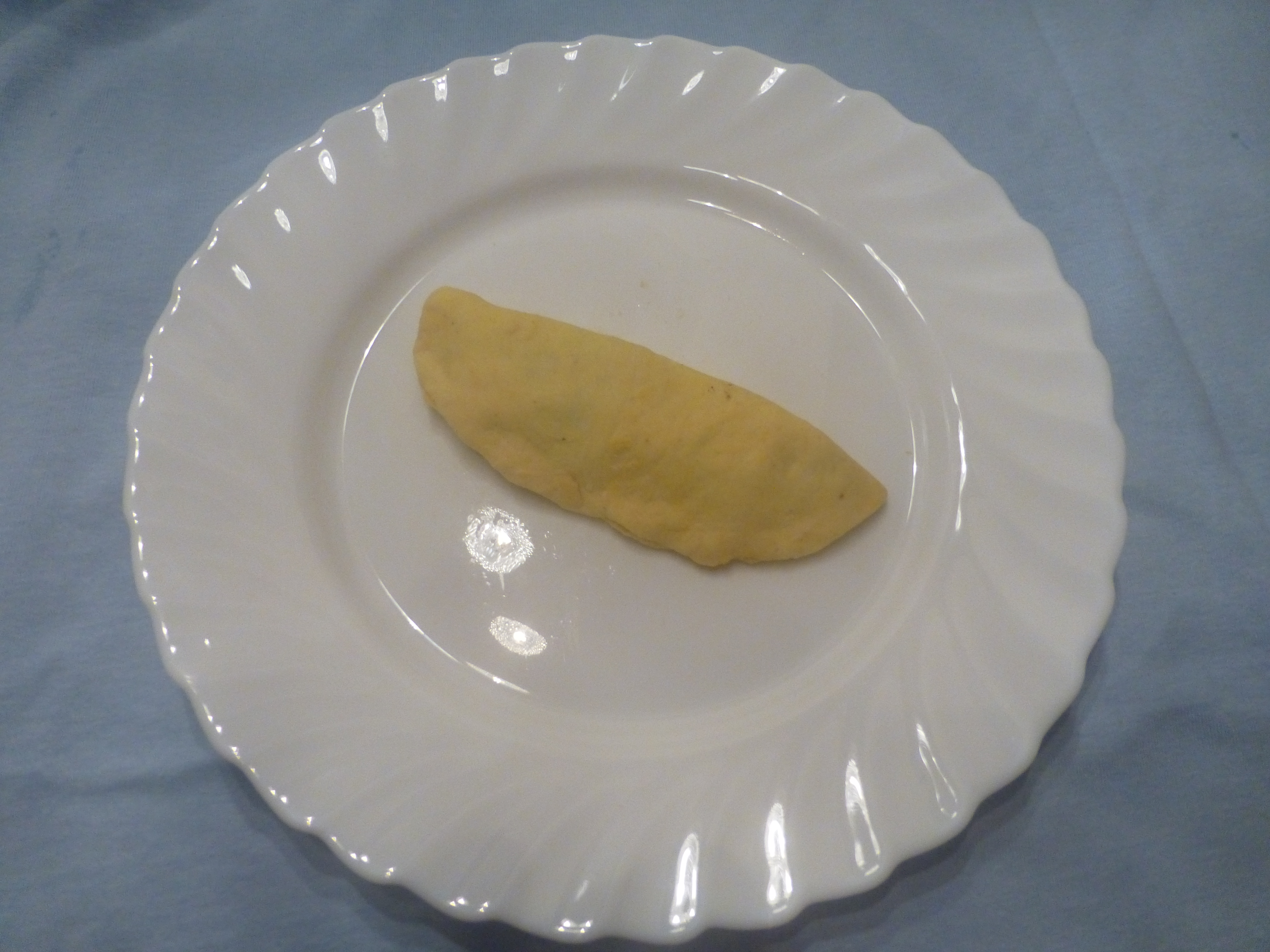
Unfrittierte Teigtasche
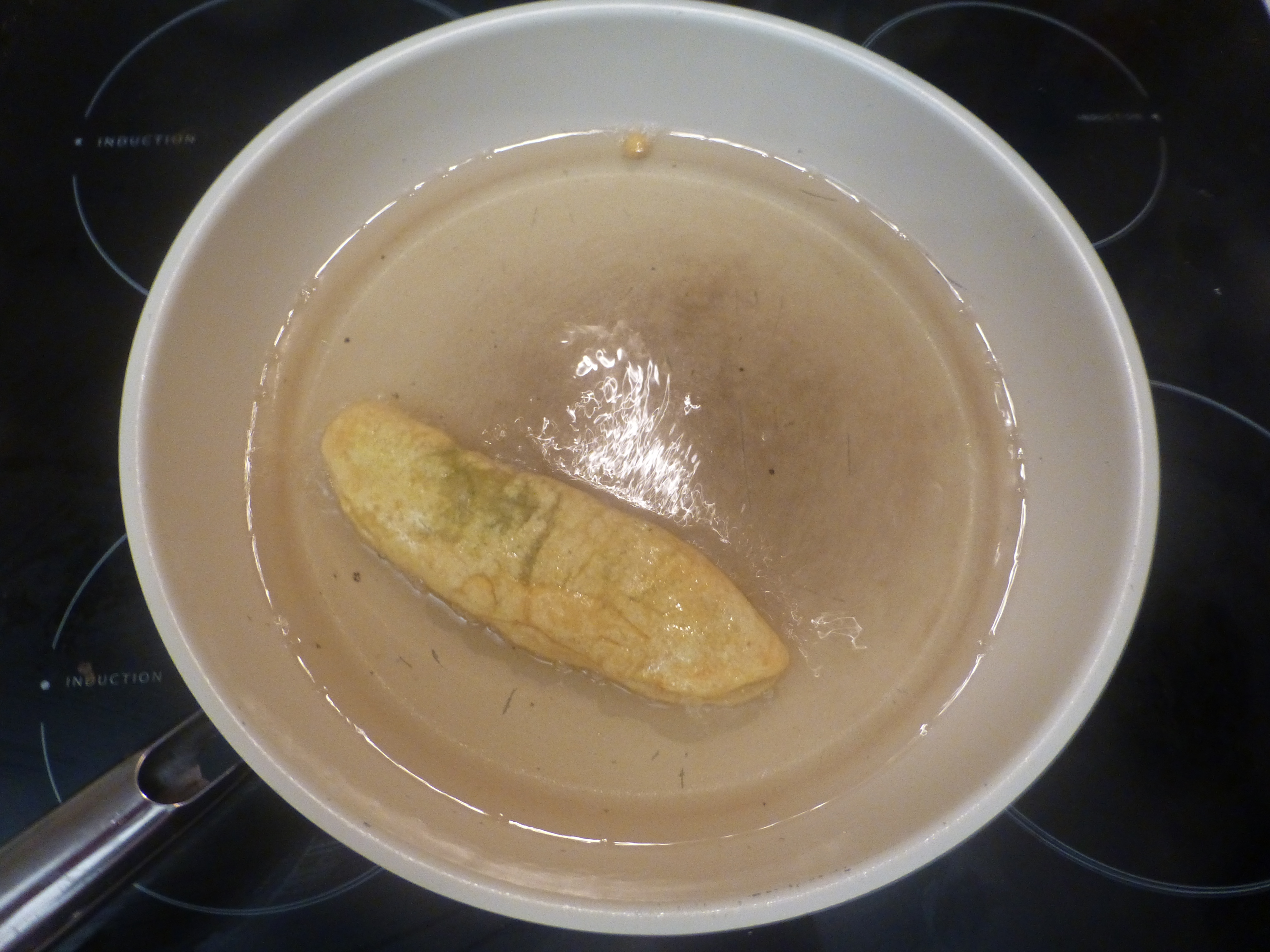
Frittiervorgang
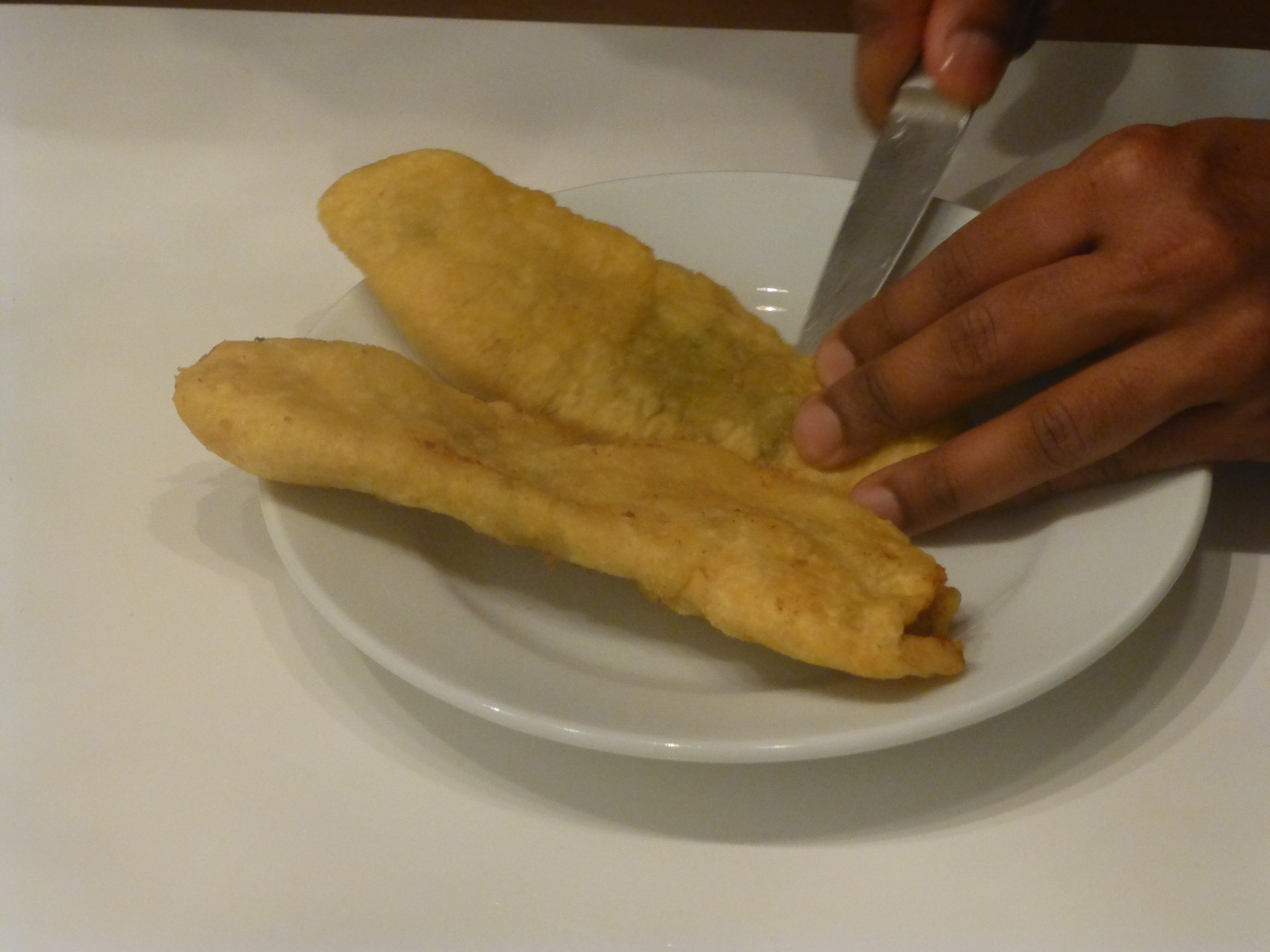
Aufschneiden der frittierten Tasche
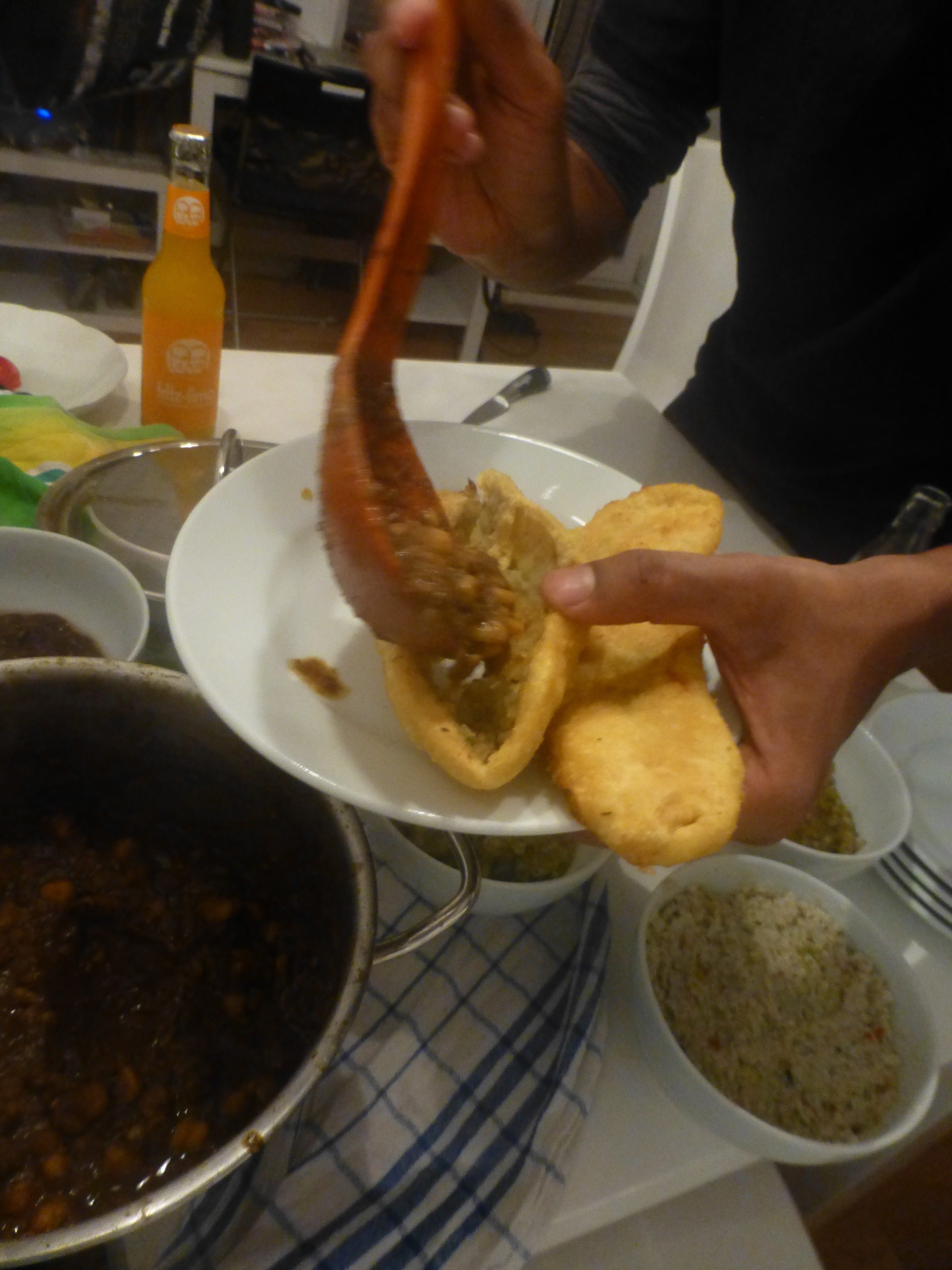
Füllen mit Channa (Kichererbsencurry)
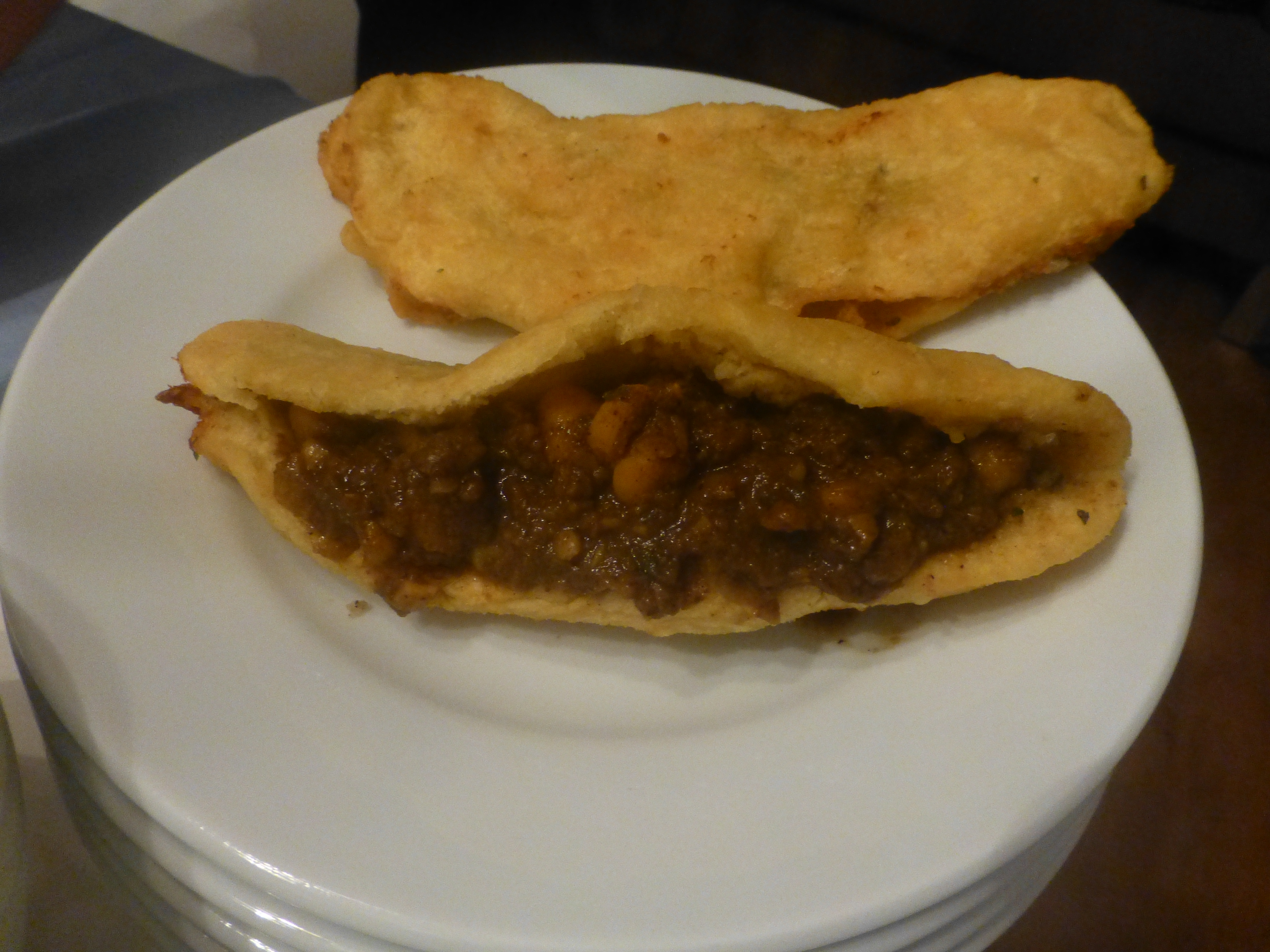
Basis-Aloo-Pie
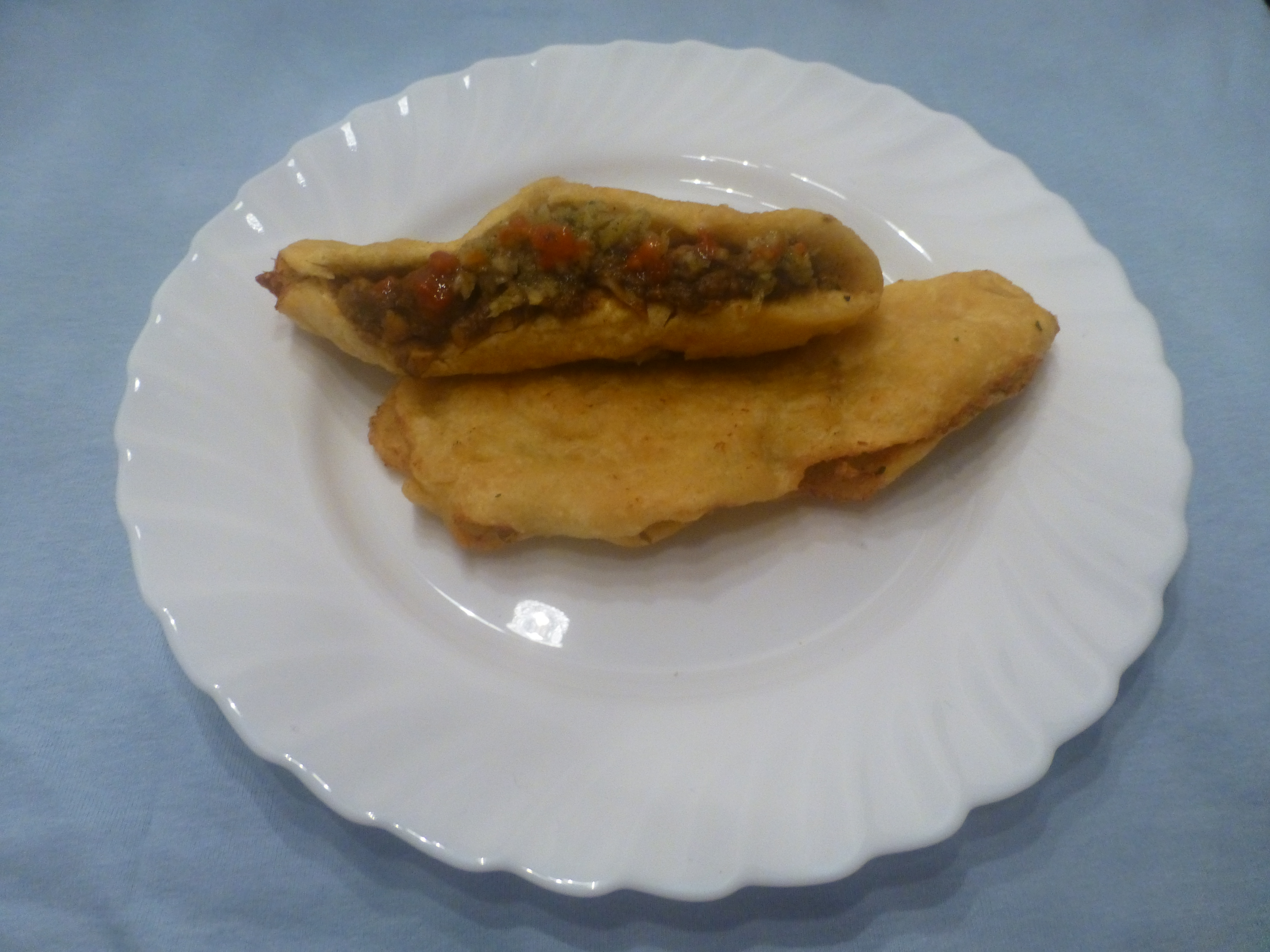
Aloo Pie mit Mangochutney und Chilisauce